# Rose Royce
Rose Royce — американський соул, фанк і диско гурт утворений 1973 року під назвою Total Concept Limited.
До складу гурту ввійшли; Кенджі Браун (Kenji Brown) — гітара; Віктор Нікс (Victor Nix) — клавішні; Кенні Копіленд (Kenny Copeland) — труба; Фредді Данн (Freddie Dunn) — труба; Майкл Мур (Michael Moore) — саксофон; Ліквайнт «Дюк» Джоб (Liquient «Duke» Jobe) — бас; Хенрі Гарнер (Henry Garner) — ударні та Террей Сентіл (Terrai Santiel) — ударні.
Під назвою Total Concept Limited музиканти акомпанували Едвіну Стару (Edwin Starr), а незабаром, змінивши назву на Magic Wand, почали співпрацювати з Айвонн Фейр (Yvonne Fair). Гурт також допомагав у записах The Undisputed Truth та The Temptations, однак після приєднання вокалістки Гвен Дікі (Gwen Dickey) зайнявся виключно індивідуальною діяльністю.
Назву Rose Royce музиканти взяли собі 1976 року під час запису музики до фільму «Car Wash» (режисер Майкл Шульц). Платівка з головною музичною темою до цього фільму здобула статус «платинового диску». Інші дві теми потрапили до першої десятки ритм-енд-блюзового чарту, а незабаром гуртом зацікавився відомий продюсер Норман Вітфілд.
Записані 1978 року на його фірмі ліричні твори "Wishing On A Stan та «Love Don't Live Here», попри прохолодний прийом у США, досягли третьої позиції у британському чарті. Подібна доля випала наступного року твору «Is It Love You're After». А вінцем британської кар'єри гурту став успіх 1980 року збірки «Greatest Hits». Наступні записи Rose Royce потрапляли лише у нижню частину чартів.

## Дискографія
- 1976: Car Wash
- 1977: Rose Royce II: In Full Bloom
- 1978: Rose Royce III: Strikes Again!
- 1979: Rose Royce IV: Rainbow Connection
- 1980: Greatest Hits
- 1981: Golden Touch
- 1981: Jump Street
- 1982: Stronger Than Ever
- 1984: Music Magic
- 1985: The Show Must Go On
- 1986: Fresh Cut
- 1988: Best Of Rose Royce from «Carwash»
- 1988: Is It Love You're After
- 1990: Perfect Lover
- 1995: Greatest Hits Live
- 2001: The Very Best of Rose Royce (Rhino)
- 2003: Live in Hollywod (FYD)